# Hanna Titimez
Hanna Serhijiwna Titimez (ukrainisch Ганна Сергіївна Тітімець, engl. Transkription Hanna Titimets; * 5. März 1989 in Pawlohrad) ist eine ukrainische Hürdenläuferin und Sprinterin.

## Sportliche Laufbahn
Bei den Junioreneuropameisterschaften 2007 in Hengelo gewann sie die Silbermedaille mit der ukrainischen Sprintstaffel und belegte über die Hürden den achten Platz. Ein Jahr darauf belegte sie bei den Juniorenweltmeisterschaften in Bydgoszcz den vierten Platz, ebenso wie bei den U23-Europameisterschaften 2009 in Kaunas.
Bei den Weltmeisterschaften 2009 in Berlin schied sie über 400 Meter Hürden im Vorlauf aus. Bei den Europameisterschaften 2010 in Barcelona erreichte sie über 400 Meter Hürden das Halbfinale und wurde mit der ukrainischen Mannschaft Fünfte in der 4-mal-400-Meter-Staffel.
2011 gelangte sie bei den Halleneuropameisterschaften in Paris über 400 Meter ins Halbfinale und wurde mit der ukrainischen 4-mal-400-Meter-Stafette Sechste. Über 400 Meter Hürden gewann sie Silber bei den U23-Europameisterschaften in Ostrava und erreichte bei den Weltmeisterschaften in Daegu das Halbfinale.
2012 drang sie über 400 Meter Hürden bei den Europameisterschaften in Helsinki und bei den Olympischen Spielen in London ins Halbfinale vor.
Im Jahr darauf siegte sie über 400 Meter Hürden bei der Universiade 2013 in Kasan und wurde Vierte bei den Weltmeisterschaften in Moskau.
2014 gewann sie Silber bei den Europameisterschaften in Zürich und wurde Vierte beim Continentalcup in Marrakesch. Bei den Europameisterschaften 2016 in Amsterdam und bei den Olympischen Spielen in Rio de Janeiro schied sie jeweils im Halbfinale aus.
Wegen eines Dopingvergehens wurde Hanna Titimez ab dem 3. April 2017 für zwei Jahre gesperrt. Außerdem wurden alle Ergebnisse zwischen dem 26. Juni 2012 bis zum 26. Juni 2014 gestrichen.

## Persönliche Bestzeiten
- 400 m: 52,73 s, 18. Mai 2012 in Jalta
  - Halle: 53,82 s, 11. Januar 2011 in Kiew
- 400 m Hürden: 54,56 s, 16. August 2014 in Zürich